# Embalse de la Casa
El embalse de la Casa es una pequeña infraestructura hidráulica española situada en el municipio de Alcarrás, en la comarca del Segriá, provincia de Lérida, Cataluña.
En sus márgenes, especialmente en el sector este y norte, por donde llegan las aguas de la acequia, hay un extenso carrizal. También se forma un bogar en la parte más cercana a la lámina de agua, que se mantiene de forma permanente. Sobre la esclusa del límite oeste y dispersos en algunos puntos del carrizal hay varios tamarindos y en las márgenes aparecen también algunos árboles aislados, básicamente chopos (populus nigra). En las márgenes también crecen matorrales halonitrófilos con caramillo (salsola Vermiculata) y salado blanco (atriplex halimus), lastonares y prados terofíticos calcícolas.